# Homo sapiens (film din 1960)
Homo sapiens este un film de animație românesc din 1960, regizat de Ion Popescu-Gopo.
„«Homo sapiens» e rodul unor lecturi ce m-au pasionat în domeniul astro-biologiei. Eu unul cred că există viată și pe alte corpuri cerești. Mi-am pus întrebarea: ce va face, ce va trebui să facă omul secolului al XX-lea în momentul când va cuceri cosmosul? Și în ce scopuri trebuie să utilizeze această cucerire? Răspunsul l-am dat în acest film.”—Ion Popescu-Gopo, 1960
În 1982, Gopo a regizat un film de animație cu titlu asemănător: Quo vadis homo sapiens? (1982).